# Ильичёв (станция)
Ильичёв — станция в селе Ильичёво Гусь-Хрустального района Владимирской области. Первое название — Ильичёв разъезд. Название не связано с именем В. И. Ленина.
Останавливаются электропоезда маршрута Черусти — Вековка. (5 пар ежедневно)
До 2000-х годов станция Ильичёв была конечным пунктом пригородного поезда на тепловозной тяге Муром — Ильичёв. Причина состояла в том, что Ильичёв — последняя станция с путевым развитием во Владимирской области при движении от Мурома, а тепловозы использовались, чтобы не менять локомотивы на станции стыкования родов тока Вековка.
Станция имеет одну действующую высокую островную платформу. Вторая платформа — боковая низкая, не используется. До 2000-х годов на станции были две низкие платформы, островная и боковая для поезда Муром — Ильичёв. Билетная касса закрыта.
На станции имеется тяговая подстанция на линии 110 кВ.

## Железнодорожное сообщение
| № поезда | Маршрут движения  | № поезда | Маршрут движения  |
| -------- | ----------------- | -------- | ----------------- |
| 6379     | Вековка — Черусти | 6380     | Черусти — Вековка |
| 6381     | Вековка — Черусти | 6382     | Черусти — Вековка |
| 6383     | Вековка — Черусти | 6384     | Черусти — Вековка |
| 6385     | Вековка — Черусти | 6386     | Черусти — Вековка |
| 6387     | Вековка — Черусти | 6388     | Черусти — Вековка |